# The Rumba Kings
 (mai 2025).
Motif : Où sont les sources secondaires de qualité substantielles traitant du sujet de l'article
- Archive Wikiwix
- Bing
- Cairn
- DuckDuckGo
- E. Universalis
- Gallica
- Google
- G. Books
- G. News
- G. Scholar
- Persée
- Qwant
- (zh) Baidu
- (ru) Yandex
- (wd) trouver des œuvres sur Wikidata

| 1. | Préciser le motif de la pose du bandeau. | Précisez le motif de la pose du bandeau en utilisant la syntaxe suivante : {{admissibilité à vérifier\|date=mai 2025\|motif=remplacez ce texte par le motif}}                        |
| 2. | Informer les utilisateurs concernés.     | Pensez à avertir le créateur de l'article, par exemple, en insérant le code ci-dessous sur sa page de discussion : {{subst:avertissement admissibilité à vérifier\|The Rumba Kings}} |

Pour plus de détails, voir Fiche technique et Distribution.
The Rumba Kings est un documentaire musical américano-péruvien réalisé par Alan Brain et sorti en 2021.
Il retrace l’histoire de la rumba congolaise et sa contribution à la musique mondiale,.